# ماونتین هوم ویلیج (کالیفرنیا)
ماونتین هوم ویلیج (به انگلیسی: Mountain Home Village) یک منطقهٔ مسکونی در ایالات متحده آمریکا است که در شهرستان سن برناردینو، کالیفرنیا واقع شده‌است. ماونتین هوم ویلیج ۱۷۰ نفر جمعیت دارد و ۱٬۱۲۵٫۰۳ متر بالاتر از سطح دریا واقع شده‌است.